# Stefania Tuwimowa

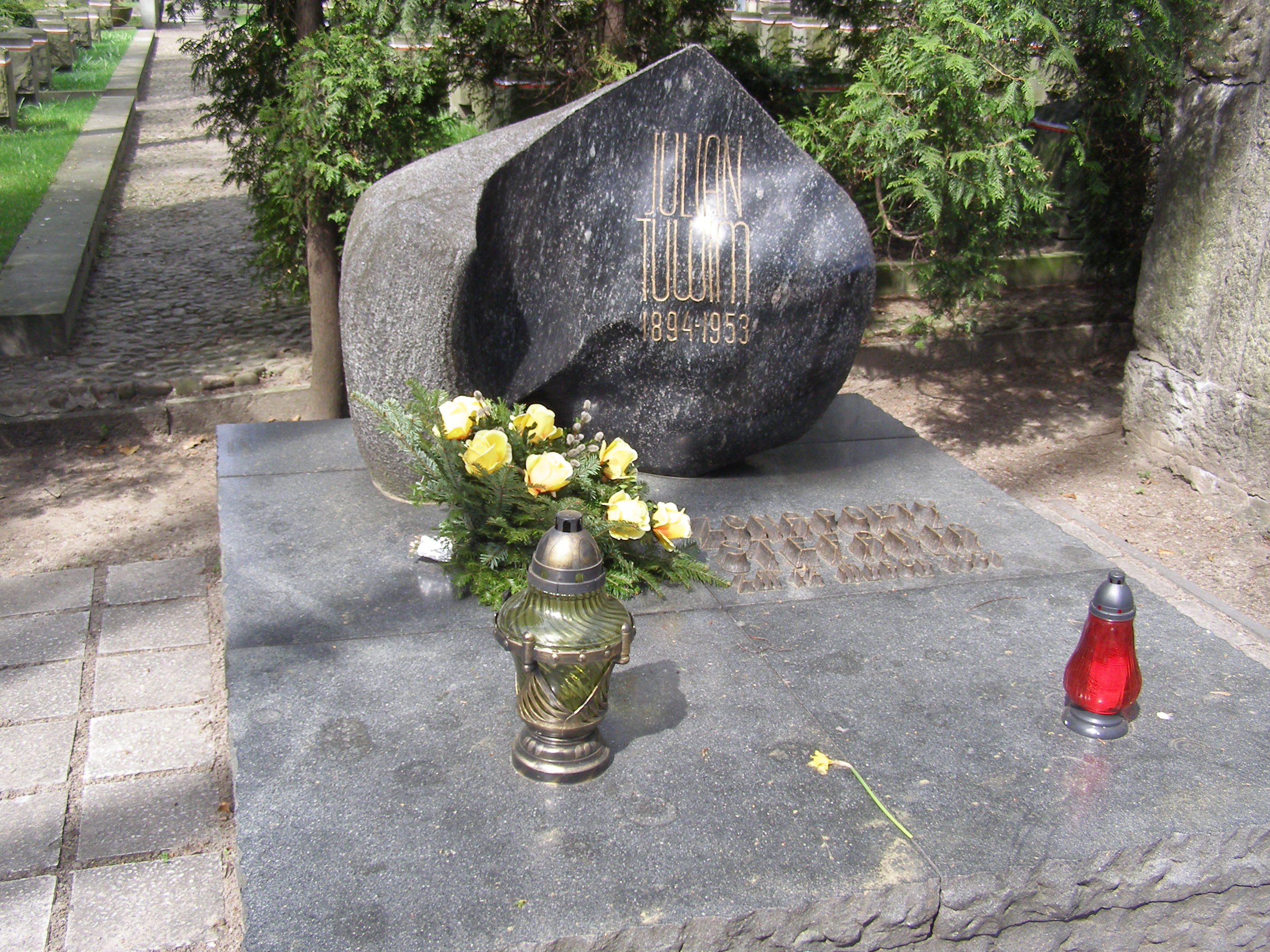
Grób Juliana i Stefanii Tuwimów

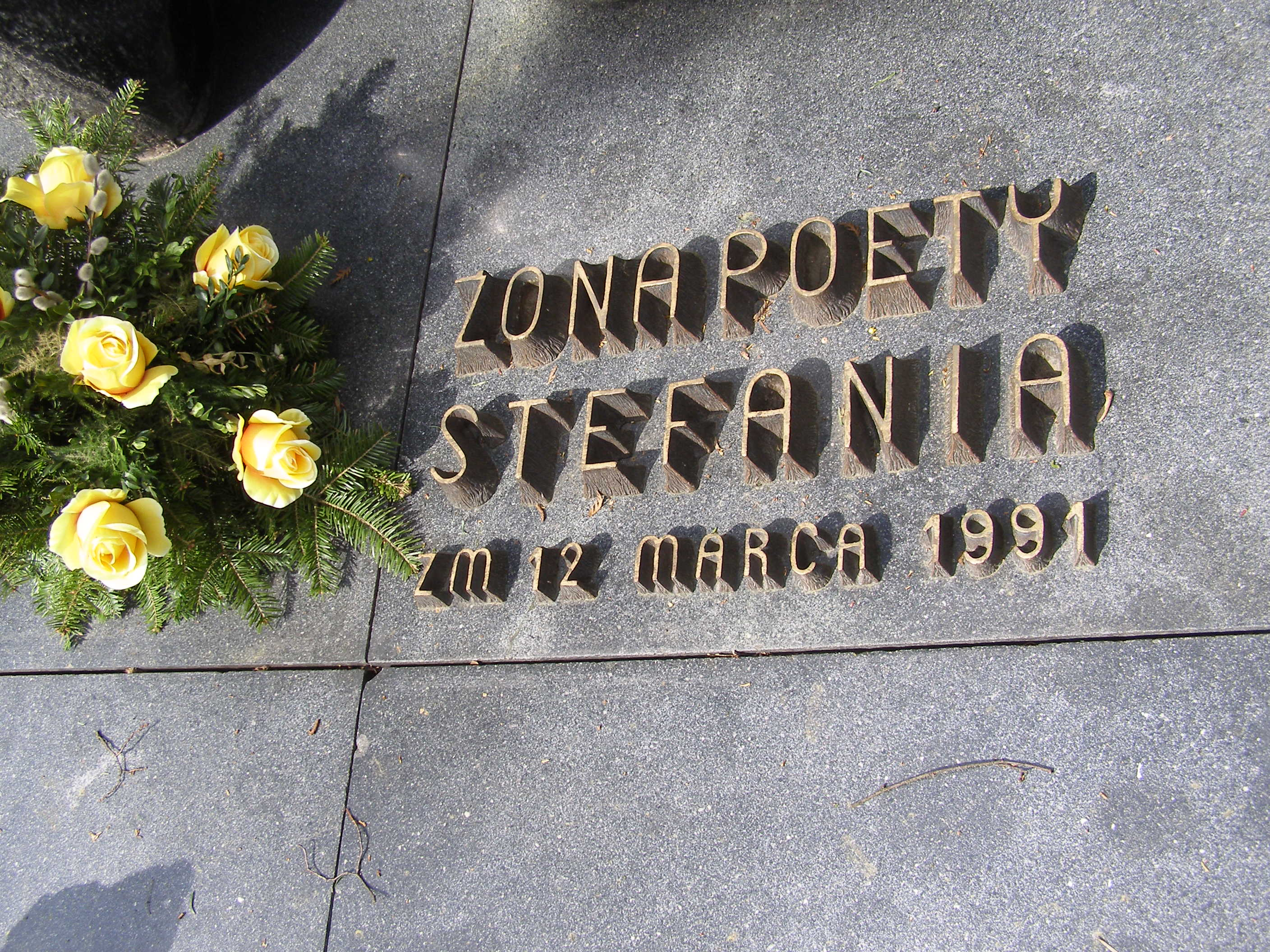
Grób Tuwimów, detal

Stefania Tuwim, z domu Marchew (ur. 23 lutego 1894 w Tomaszowie Mazowieckim, zm. 12 marca 1991 w Warszawie) – żona Juliana Tuwima, literatka i tłumaczka.

## Życiorys
Urodziła się w Tomaszowie Mazowieckim w rodzinie żydowskiej, jako córka handlowca Jakuba Bera Marchewa i śpiewaczki Gustawy Gitli Dońskiej. W 1912 poznała w Łodzi swojego rówieśnika, Juliana Tuwima. Ten poświęcił jej liczne wiersze, m.in. Przy okrągłym stole (tekst ten, w nieco zmienionej wersji, spopularyzowała w piosence „Tomaszów” Ewa Demarczyk). W 1919 poślubiła poetę i odtąd stale mu towarzyszyła. Wraz z nim udała się na obczyznę po wybuchu II wojny światowej. Lata 1939–1946 przeżyła we Francji, Portugalii, Brazylii i w Stanach Zjednoczonych. Po wojnie powróciła z mężem do Polski. Julian Tuwim opisał żonę w tomiku Moja miłość. Pochowana jest obok męża na Cmentarzu Wojskowym na Powązkach w Warszawie (kwatera A24-tuje-14/15).